# Diana Allen
Diana Allen (1898 – Mount Pleasant, 12 giugno 1949) è stata un'attrice svedese naturalizzata statunitense.

## Filmografia parziale
- L'eterna tentatrice (Woman), regia di Maurice Tourneur (1918)
- The Open Door, regia di Dallas M. Fitzgerald (1919)
- The Face at Your Window, regia di Richard Stanton (1920)
- Eliotropio (Heliotrope), regia di George D. Baker (1920)
- The Conquest of Canaan, regia di Roy William Neill (1921)
- Miss 139, regia di B. A. Rolfe (1921)
- The Way of a Maid, regia di William P.S. Earle (1921)
- Get-Rich-Quick Wallingford, regia di Frank Borzage (1921)
- Oltre l'arcobaleno (Beyond the Rainbow), regia di William Christy Cabanne (1922)
- The Beauty Shop, regia di Edward Dillon (1922)
- Roulette, regia di Stanner E.V. Taylor (1924)